# 颱風盧碧 (2003年)
颱風盧碧 (英語：Typhoon Lupit, PAGASA：Yoyoy) 是2003年太平洋颱風季的一個熱帶氣旋。

## 气象历史
2003年11月19日，在威克島西南偏南約1200公里發展成一個熱帶低氣壓後大致向西移動。它於11月21日增強為一個熱帶風暴，翌日增強為一個強烈熱帶風暴，盧碧在11月23日進一步增強為一個颱風。它於11月24日改向西北推進。11月29日盧碧轉向東北，並於翌日開始加速移動。它於12月1日減弱為一個強烈熱帶風暴。12月2日，盧碧進一步減弱為一個熱帶風暴，同日變成一個溫帶氣旋。